# L&T Systems

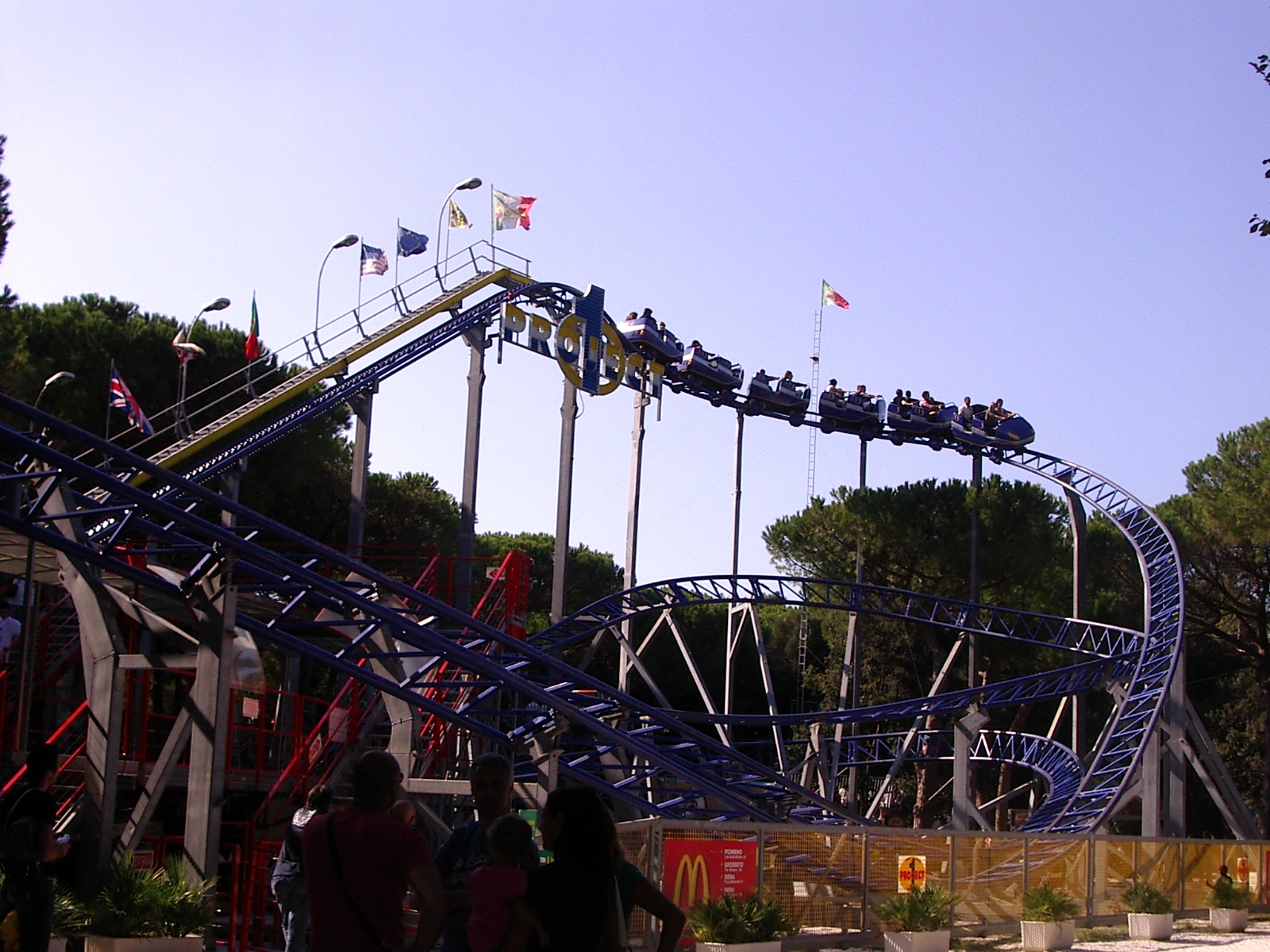
Project One, une des réalisations de L&T Systems pour le parc Cavallino Matto.

L&T Systems est une entreprise italienne spécialisée dans la construction d'attractions et de manèges.

## Histoire
L&T Systems fut fondée en 1997 par Andrea Mazzeranghi et Rosangela Vicentini. Tous deux ayant une expérience dans le domaine puisque Mazzeranghi a travaillé comme directeur technique de S.D.C. et Vicentini fut responsable de comptabilité pour un des sous-traitant de S.D.C.

## Catalogue
L'entreprise est connue pour la fabrication de petites montagnes russes comme les Wild Mouse, les compact coasters ou les montagnes russes junior mais aussi pour les parcours de bûches.